# 효자김영준지려
효자김영준지려는 대한민국 전라남도 구례군 구례읍에 있다. 2007년 12월 12일 구례군의 향토문화유산 제18호로 지정되었다.

## 개요
효자 김영준(金英俊)은 정조(正祖) 21년 김귀현(金貴賢)과 가락김씨(駕洛金氏)사이에 태어났으며 순조(純祖) 27년(1827)에 사망하였다. 김영준은 25세 때에 모친이 병석에 눕자 지리산의 약초를 캐어다 달여 드리고 모친의 배설물을 맛보아 증세를 살피었고 병세가 침중해지자 손가락을 잘라 수혈하여 10일간을 더 연명시켰으며, 모친사후(母親死後)에 3년간 시묘(侍墓)살이를 하며 모친의 정을 추모하였다.